# ۴-(گاما-گلوتامیل‌آمینو) بوتانوئیک اسید
۴-(گاما-گلوتامیل‌آمینو) بوتانوئیک اسید (به انگلیسی: 4-(γ-Glutamylamino)butanoic acid) یک ترکیب شیمیایی با شناسه پاب‌کم ۲۳۷۲۴۵۷۰ است. 